# RÚV (텔레비전 채널)
RÚV는 아이슬란드 국영 방송의 텔레비전 채널이다. 1966년부터 방송을 시작하였으며, 아이슬란드의 국가 관련 소식과 뉴스, 스포츠, 문화, 어린이 프로그램 등을 주로 방송하며, 미국과 영국, 북유럽의 프로그램을 빌려오기도 한다. 대표적인 프로그램으로 뉴스 프로그램인 Fréttir, 코미디 프로그램인 Spaugstofan이 있다.
RÚV 텔레비전 방송은 1966년 9월 30일에 시작되었다. 컬러 텔레비전 방송은 1973년에 실시되었고, 1976년에는 모든 프로그램을 컬러로 방송하게 되었다. 아이슬란드의 컬러 방송 도입은 북유럽에서 가장 늦었다.
2011년까지 채널명은  Sjónvarpið라는 이름이었으나 2012년부터 방송국명을 그대로 따라 RÚV로 바뀌었다.
1986년 중반까지는 화요일에는 "가족의 날"이라 하여 TV방송을 하지 않았다. 이미 1995년부터 종일 방송을 실시한 Stöð 2와 달리 RÚV는 현재에도 종일 방송을 하지 않고 있으며, 저녁 시간대(오후 4시부터 익일 새벽 1시)에만 방송하는 경우가 많다.
RÚV의 문자 다중 방송 서비스인 Textavarp는 1991년 아이슬란드 텔레비전 개국 25주년인 1991년에 실시되었다.

## 같이 보기
- 아이슬란드 국영 방송